# 圣米格尔-杜戈斯托苏
圣米格尔-杜戈斯托苏（葡萄牙語：São Miguel do Gostoso）是巴西北大河州的一个市镇。总面积342.445平方公里，总人口8878人，人口密度25.9人/平方公里。